# Amer Omar
Amer Omar Abdullah Salem Bazuhair, meglio noto come Amer Omar (in arabo عامر عمر‎?; 7 giugno 1991), è un calciatore emiratino, centrocampista del Dibba Al-Fujairah.

## Palmarès

### Club

#### Competizioni nazionali
- UAE Arabian Gulf League: 1

Al-Wahda: 2009-2010
- UAE Super Cup: 1

Al-Wahda: 2011
- Coppa di Lega emiratina: 1

Al-Wahda:2015-2016